# Yves Tanguy
Raymond Georges Yves Tanguy (5 de enero de 1900 - 15 de enero de 1955) fue un pintor surrealista francés. 

## Biografía
Nació en París, (Francia) y era hijo de un capitán de marina retirado. Sus padres eran ambos de origen bretón. A la muerte de su padre en 1908, su madre volvió a su pueblo natal Locronan, Finisterre, y Tanguy convivió la mayor parte de su juventud con otros familiares.
En 1918, Yves Tanguy se embarcó en un navío mercante antes de unirse al ejército, donde se hizo amigo de Jacques Prévert. Al acabar el servicio militar en 1922, volvió a París, donde trabajó en diversos oficios. Por casualidad vio un cuadro de Giorgio de Chirico y quedó tan impresionado que decidió convertirse en pintor aunque no tenía la más mínima educación formal para dedicarse a ello.
Tanguy tenía la costumbre de quedar totalmente absorbido por la obra en la que estuviese trabajando. Esta forma de crear una obra de arte puede obedecer a que su taller era muy pequeño y sólo podía albergar con comodidad únicamente una obra secándose.
Gracias a su amistad con Jacques Prévert, Tanguy fue admitido alrededor de 1924 en el círculo de surrealistas de André Breton. Tanguy desarrolló con rapidez su propio estilo pictórico, celebrando su primera exposición individual en 1927 en París. Ese mismo año se casó por primera vez. Durante esta época tan ocupada de su vida, Breton celebró con Tanguy un contrato para pintar 12 cuadros al año. Con sus ingresos fijados, pintó menos y acabó haciendo sólo 8 obras de arte para Breton.
A lo largo de los años treinta, Tanguy llevó la vida bohemia del artista que lucha por abrirse paso, lo que con el tiempo llevó al fracaso de su matrimonio. En 1938, después de ver la obra de la artista Kay Sage, Tanguy comenzó una relación con ella que, con el tiempo, le llevaría a su segundo matrimonio.
Al estallar la Segunda Guerra Mundial, Sage volvió a su ciudad natal, Nueva York, y Tanguy, al que se consideró no apto para el servicio militar, la siguió. Pasó el resto de su vida en los EE. UU. Sage y Tanguy se casaron en Reno, Nevada el 17 de agosto de 1940.
Cuando la guerra iba a acabar, la pareja se trasladó a Woodbury, Connecticut y transformaron una antigua granja en un estudio para artistas. Vivirían allí el resto de sus días. En 1948 Tanguy se convirtió en ciudadano estadounidense.

Los cuadros de Yves Tanguy tienen un estilo único, reconocible rápidamente, de un surrealismo abstracto. Muestran paisajes vastos y abstractos, en su mayor parte con una paleta de colores muy limitada, mostrando sólo destellos de colores que contrastan. Típicamente, estos paisajes de ensueño están poblados por formas abstractas variadas, a veces angulares y agudas como fragmentos de vidrio, otras veces con un aspecto orgánico interrogante, como amebas gigantes repentinamente petrificadas.

## Obras seleccionadas
- Vite! Vite! (1924)
- Rue de la Santé (1925) Museo de Arte Moderno de Nueva York
- Dancing (1925) Colección privada
- The Testament of Jacques Prévert (1925) Colección privada
- Fantômas (1925) Colección privada
- The Storm (1926)
- The Lighthouse (1926) Colección privada, Francia
- The Girl with Red Hair (1926) Colección privada
- Title Unknown (The Giantess, The Ladder) (1926) Colección privada
- I Came As I Had Promised. Adieu (1926) Fundación colección Dieter Scharf
- The Storm (Black Landscape) (1926) Philadelphia Museum of Art
- Woman Dreaming (Sleeping) (1926) Colección privada
- Composition (1927) Colección privada
- A Large Painting Which is a Landscape (1927)
- Dead Man Watching His Family (1927) Museo Thyssen-Bornemisza, Madrid
- Second Message II (Third Message) (1927) Colección privada
- Someone Is Ringing (1927) Colección privada, Suiza
- There! (The Evening Before) (1927) Colección Menil, Houston
- He Did What He Wanted (1927) Colección Richard S Zisler, Nueva York
- Shadow Country (1927) Detroit Institute of Arts
- ¡Mamá, Papá está herido! (Mama, Papa is wounded!, 1927) Museo de Arte Moderno, Nueva York
- Extinction of Useless Lights (1927) Museo de Arte Moderno, Nueva York
- The Hand in the Clouds (1927) Staatsgalerie Stuttgart
- Finish What I Have Begun (1927) Colección privada
- Belomancy I (1927) Museo Nacional Centro de Arte Reina Sofía, Madrid
- Surrealist Landscape (1927) Staatlishe Kunsthalle Karlsruhe
- Title Unknown (Surrealist Composition) (1927) Colección Ulla y Heiner Pietzsch, Berlín
- Title Unknown (He Comes) (1928) Colección privada
- Old Horizon (1928) National Gallery de Australia, Canberra
- Unspoken Depths (1928) Colección privada
- The Dark Garden (1928) Kunstsammlung Nordrhein-Westfalen, Düsseldorf
- Tomorrow They Shoot Me (1928) Museo de Arte Hildén, Tampere, Finlandia
- Tabernacle (1928)
- Indifferent Drouning/Indifferent Walnut Tree (1929) Colección privada
- Perfect Balance (1929) Colección Gunter Sachs
- Outside (1929) Scottish National Gallery of Modern Art, Edimburgo
- Inspiration (1929) Museo de Bellas Artes de Rennes
- L’Avion (1929)
- The Look of Amber (1929) Galería Nacional de Arte, Washington DC
- The Lovers (1929) Museo Folkwang, Essen
- Cloud (1930) Colección privada
- La Splendeur Semblable (1930)
- Neither Legends Nor Figures (1930) Colección Menil, Houston
- Clouds of Earth (The Man) (1930) Colección privada
- Similar Resplendence (1930) Kunstmuseum, Basilea
- Tower of the West (1931) Kunstmuseum Winterthur
- Promontory Palace (1931) Colección Peggy Guggenheim, Venecia
- The Armoire of Proteus (1931) Colección privada
- Four-Part Screen (The Firmament) (1932) Colección Berardo, Lisboa
- The Heart of the Tower (1933) Colección privada
- The Certainty of the Never-Seen (1933)
- Between the Grass and the Wind (1934) Colección privada
- The End of the Rope (1934) Colección privada
- I Am Waiting for You (1934) Museo de Arte del Condado de Los Ángeles
- The Passage of a Smile (1935) Museo de Arte de Toledo
- Echelles (1935) Galería de Arte de Mánchester
- The Meeting-Place of Parallels (1935) Kunstmuseum, Basilea
- Title Unknown (Metaphysical Landscape) (1935) Staatsgalerie Stuttgart
- Palming (1935) Colección privada, Hamburgo
- Heredity of Acquired Characteristics (1936) Colección Menil, Houston
- L’Extinction des Especes (1936)
- From the Other Side of the Bridge (1936) Colección privada, Nueva York
- The Nest of the Amphioxus (1936) Museo de Grenoble
- Treasures of the Sea (1936) Colección privada
- Fragile (1936)
- The Air in Her Mirror (1937) Museo Sprengel, Hanóver
- Les Filles des Consequences (1937)
- The Doubter (The Interrogation) (1937) Museo Hirshhorn y Jardín de Esculturas, Washington DC
- El sol en su arca (The Sun in its Jewel Case, 1937)
- Lingering Day (1937) Museo Nacional de Arte Moderno, Centro Pompidou, París
- Title Unknown (Landscape) (1938) Colección privada
- Familiar Little Person (1938) Museo Nacional de Arte Moderno, Centro Pompidou, París
- Ennui and Tranquility (1938) Colección privada
- Hidden Thoughts (My Hidden Thoughts) (1939) Museo de Arte Moderno de San Francisco
- If it Were (1939) Colección privada
- La Rue aux Levres (1939)
- The Furniture of Time (1939) Museo de Arte Moderno de Nueva York
- Belomancy II (1940) Colección privada
- The Satin Tuning Fork (1940)
- En Lieu de Peur (1941)
- The Earth and the Air (1941) Museo de Arte de Baltimore
- On Slanting Ground (1941) Colección Peggy Guggenheim , Venecia
- Palacio con las rocas de ventana (The Palace of Windowed Rocks, 1942) Museo Nacional de Arte Moderno, Centro Pompidou, París
- Naked Water (1942) Museo Hirshhorn y Jardín de Esculturas, Washington DC
- The Long Rain (1942) Academia de Artes de Honolulu
- Indefinite Divisibility (1942) Museo Albright-Knox, Buffalo
- The Absent Lady (1942) Kunstsammlung Nordrhein-Westfalen, Düsseldorf
- The Great Mutation (1942) Museo de Arte Moderno de Nueva York
- Slowly Toward the North (1942)
- Todavía y siempre (1942)
- Minotaur (1943) Fundación Joan Miró, Barcelona
- Through Birds, Through Fire and Not Through Glass (1943) Instituto de Artes de Minneapolis
- Reply to Red (1943) Instituto de Artes de Minneapolis
- Zones D’Instabilite (1943)
- Distances (1944) Colección privada
- The Rapidity of Sleep (1945) Instituto de Arte de Chicago
- There, Motion Has Not Yet Ceased (1945) Colección Richard S Zeisler, Nueva York
- La Grue des Sebles (1946)
- Hands and Gloves (1946) Museo de Arte Moderno de Saint-Etienne
- Fear II (1949) Museo Whitney de Arte Norteamericano, Nueva York
- Rose of the Four Winds (1950) Wadsworth Atheneum, Hartford
- The Immense Window (1950) Colección privada
- Unlimited Sequences (1951) Academia de Bellas Artes de Pennsylvania, Filadelfia
- The Invisibles / The Transparent Ones (1951) Tate Modern, Londres
- Le Temps Egaux (1951)
- The Hunted Sky (1951) Colección Menil, Houston
- Through the Forest (1952)
- The Mirage of Time (1954) Museo Metropolitano de Arte, Nueva York
- The Saltimbanques (1954) Richard L Feigen, Nueva York
- Los números imaginarios (Imaginary Numbers, 1954) Museo Thyssen-Bornemisza, Madrid
- La multiplicación de los arcos (Multiplication of the Arcs, 1954) Museo de Arte Moderno, Nueva York